# 宁晋县
宁晋县在中国河北省南部、滏阳河中游，隶属于河北省邢台市。因东南部较低洼，原有宁晋泊，所以得名。县人民政府驻凤凰镇天寶東街23號。

## 历史
西汉高祖十一年（前196年）于杨氏城邑置杨氏县（治今城关）；西晋太康年间，杨氏并入廮陶县，为冀州钜鹿国治、领；北魏永安二年（529年）州县「析置合并」，于杨氏旧址置廮遥县，县治杨氏旧城（即今城关）；隋开皇三年（583年），廮遥复名廮陶，改属栾州；唐天宝元年（742年），唐朝避「廮陶」谐音「应逃」不祥，取「安宁晋福」之意，改称「宁晋」，仍治今县城，继属河北道赵州。

## 人口
根據第七次人口普查數據，截至2020年11月1日零時，寧晉縣常住人口745389人。

## 行政区划
宁晋县下辖1个街道办事处、11个镇、5个乡：
宁北街道、凤凰镇、河渠镇、北河庄镇、耿庄桥镇、东汪镇、贾家口镇、四芝兰镇、大陆村镇、苏家庄镇、换马店镇、唐邱镇、大曹庄镇、侯口镇、纪昌庄镇、北鱼乡、徐家河乡和大曹庄管理区。
其中大曹庄农场、徐家河乡、大曹庄镇隶属大曹庄管理区现已直归邢台市管辖。

## 交通
- 308国道、 339国道、 515国道过境。